# Ройал Коупленд
Ройал Коупленд (Royal Samuel Copeland; 7 листопада 1868 — 17 червня 1938) — академік, лікар-гомеопат і політик; сенатор Конгресу США.
У 1929 році вніс пропозицію про призначення дипломатичного представника США при уряді УНР.